# Шукшинские рассказы
«Шукшинские рассказы» — шесть отдельных теленовелл по рассказам Василия Шукшина режиссёра Аркадия Сиренко. Экранизация рассказов «Другая жизнь», «Вянет — пропадает», «Гена Пройдисвет», «Ораторский приём», «Бессовестные», «Самородок».

## Новеллы

### Бессовестные
Сельский старик, дети которого выросли и живут в городе, решается сойтись с такой же одинокой односельчанкой. Свахой он выбирает вдову политрука, которая с 23-х лет хранит верность погибшему мужу.

#### В ролях
- Людмила Гурченко — Малышева
- Ада Роговцева — Отавина
- Геннадий Гарбук — Глухов
- Александр Миронов — Алексей

### Гена Пройдисвет
Разухабистый Гена Пройдисвет в очередной раз уволен с работы и возвращается в родную деревню. Не даёт ему покоя односельчанин дядя Гриша, человек глубоко верующий.

#### В ролях
- Марат Башаров — Гена Пройдисвет
- Юрий Дубровин — дядя Гриша
- Кристина Бабушкина — Нюра
- Иван Агафонов — отец Геннадия
- Наталья Позднякова — Ольга Хаджиновна, директор дома отдыха

### Другая жизнь
Кладовщик Тимофей Худяков тоскует по прошедшей напрасно жизни. Виноваты в этом, по его мнению, все окружающие.

#### В ролях
- Иван Бортник — Худяков
- Виктор Сухоруков — Малафейкин
- Владимир Кашпур — тесть
- Георгий Дронов — Мишка
- Андрей Лукьянов — попутчик
- Галина Петрова — Полина

#### В эпизодах
- Ольга Прохватыло — попутчица в поезде
- Фёдор Добронравов — маляр в столовой
- Эдуард Мурушкин
- Михаил Корнеев
- Александр Мурзенко
- Екатерина Милова
- Варвара Шулятьева — буфетчица
- Юрий Губин

### Ораторский приём
Александр Щиблетов (в фильме Синельников) завоёвывает авторитет в среде мужиков, ведь его назначили бригадиром в совхозе. Однако мужики относятся к его назначению с иронией.

#### В ролях
- Юрий Степанов — Синельников
- Дмитрий Куличков — Коля Скалкин, шофёр
- Юлия Тельпухова — Анна Скалкина
- Алексей Крыченков — директор
- Геннадий Новиков — Куликов
- Бригада лесорубов:
  - Сергей Рудзевич
  - Виталий Абдулов
  - Денис Кирис
  - Олег Казанин
  - Александр Поляков
  - Александр Сапунов

#### В эпизодах
- Валентин Брылеев — Петрович, заместитель директора
- Полина Головина
- Виктория Пятакина
- Елена Дорош

### Самородок
Жизнь обычного деревенского парня меняется, когда он на накопленные деньги втайне от жены покупает микроскоп.
По рассказам «Микроскоп», «Даёшь сердце», «Забуксовал».

#### В ролях
- Геннадий Назаров — Андрей Ерин
- Ольга Бешуля — жена Ерина
- Александр Головин — Валерка, сын Андрея Ерина
- Виктор Поляков — Сергей
- Борис Каморзин — участковый
- Анатолий Житник — предсельсовета
- Николай Сморчков — мастер
- Дочери:
  - Анна Тютикова
  - Дарья Чугунова

### Вянет — пропадает
Нина с сыном, которого воспитывает одна, приезжает на курорт, где знакомится со случайным попутчиком.

#### В ролях
- Оксана Мысина — Нина
- Валерий Баринов — Владимир Николаевич (дядя Володя)
- Андрей Панин — Хмырь
- Андрей Демидов — Славка
- Отдыхающие:
  - Ольга Прохватыло
  - Анатолий Сливников
  - Александр Козлов
  - Владимир Тимофеев

#### В эпизодах
- Алексей Салпанов
- Анастасия Цветаева
- Галина Стаханова — старушка на лавочке

## Съёмочная группа
- Автор сценария: Аркадий Сиренко
- Режиссёр-постановщик: Аркадий Сиренко
- Оператор-постановщик: Элизбар Караваев
- Художник-постановщик: Владимир Кирс
- Звукорежиссёр: Андрей Будылин
- Продюсеры:
  - Фёдор Попов
  - Ришат Валиев
  - Олег Урушев

## Музыкальное оформление
В фильме звучат аргентинское танго «Ole Guapa», русская народная песня «То не ветер ветку клонит», «Вянет, пропадает», «Позаростали стёжки-дорожки», «Сиреневый туман».
Песня Гены Пройдисвета написана Г. Николаенко на слова Василия Шукшина.

## Критика
После показа на Первом канале летом 2004 года, в газете «Комсомольская правда» без указания авторства была напечатана заметка «Василий Шукшин на подсолнечном масле», где уже в заголовке указывалось, что фильм «вряд ли порадовал бы писателя», и «Аркадий Сиренко, судя по всему, не умеет пока снимать хорошее кино», отмечалось, что режиссёр из одной-двух фраз в рассказе вытягивает «длиннющие сцены».
При этом, режиссёр Аркадий Сиренко первоначально хотел сделать короткие серии — по 30 минут, но по требованию продюсеров был вынужден увеличить длительность каждой серии до 65 минут.
Также фильм вызвал следующие отзывы:

Сегодня почему-то считается, что Шукшин забавный писатель. Иначе трудно понять, откуда взялся сериал «Шукшинские рассказы», заботливо подготовленный телевидением к юбилею писателя. Это же не просто так. Это же много людей старалось, работало. Значит они «так видят».— Лев Пирогов - Хочу быть бедным, 2011

Всякий увидит у Шукшина своё… Режиссёр-постановщик фильма Аркадий Сиренко, он же и автор сценария, увидел в рассказе «Бессовестные» частную историю немолодой женщины, которая всю жизнь хранила верность своему полумифическому «орлу-комиссару», так и не заметив, что эта самая жизнь подошла уже к концу.
Трудно не согласиться с тем, что в результате такого прочтения фильм Аркадия Сиренко стал гораздо «фабулярнее» рассказа Шукшина, гораздо понятнее многим зрителям — ну да, вот прогонялась женщина всю жизнь за химерами, слишком негибкой она была, теперь за это и расплачивается…
Так-то оно так, и всё правильно, и фильм хороший, и история получилась занимательная, да только… 
А может, Шукшин хотел сказать — нет, прокричать! — совсем-совсем о другом?..— Валентин Антонов - «…Чтобы не догадались, что это — одна книга» // Журнал «Солнечный ветер»
Исследователь творчества Василия Шукшина кандидат филологических наук из МГУ О. В. Зубова, отмечая «контаминацию нескольких рассказов» в сюжете серии «Самородок», дала в целом положительную оценку: «картина А. Сиренко выходит на общечеловеческую проблематику, поднятую в произведениях Шукшина».